# Men and Chicken
Pour plus de détails, voir Fiche technique et Distribution.
Men and Chicken (Mænd og høns) est une comédie noire et fantastique danoise écrite et réalisée par Anders Thomas Jensen, sortie en 2015.

## Synopsis
Gabriel et Elias apprennent que leur père, qui vient de mourir, n'est pas leur père biologique. Ce dernier, un généticien italo-danois, Evelio Thanatos, s'est retiré sur l'île d'Ork après avoir été viré de l'université où il faisait ses recherches. Les deux frères partent alors sur cette île pour le rencontrer. Ils y retrouvent trois autres frères ; leur première rencontre se termine en pugilat. 
Tous les frères ont un bec de lièvre et semblent souffrir de tares physiques et comportementales, tous sont célibataires. Gabriel et Elias découvrent que leur père, "qu'il ne faut pas déranger", est mort.
Gabriel, le moins touché des cinq, cherche des explications. Il a remarqué sur la propriété des chimères à partir de plusieurs espèces d'animaux. Gabriel s'introduit dans la partie cachée du sous-sol et trouve des fœtus préservés d'humains hybrides et les restes de leurs mères humaines; il comprend que chacun des frères est génétiquement partiellement animal et que leurs mères ont subi des naissances par césarienne mortelles.
Finalement, les cinq frères restent ensemble dans la maison.

## Fiche technique
- Titre original : Mænd og høns
- Titre français : Men and Chicken
- Réalisation : Anders Thomas Jensen
- Scénario : Anders Thomas Jensen
- Pays d'origine :  Danemark
- Format : Couleurs - 35 mm - 2,35:1 - Dolby Digital
- Genre : comédie dramatique
- Durée : 104 minutes
- Dates de sortie :
  -  Danemark : 24 février 2015
  -  Suisse : 5 juillet 2015 (Festival international du film fantastique de Neuchâtel 2015)
  -  France : 25 mai 2016

## Distribution
- David Dencik : Gabriel
- Mads Mikkelsen : Elias
- Nikolaj Lie Kaas : Gregor
- Søren Malling : Franz
- Nicolas Bro : Josef
- Ole Thestrup (da) : Flemming, le maire de l'île d'Ork